# Suşehri
Suşehri ist eine Stadt und Hauptort des gleichnamigen Landkreises (İlçe) in der zentralanatolischen Provinz Sivas. Die Stadt liegt etwa 130 Straßenkilometer (Luftlinie: 105 km) nordöstlich der Provinzhauptstadt Sivas. Nahe Suşehri kreuzen sich die Fernstraßen D 865 (Giresun-Zara) und D100 (Amasya-Erzincan), Teil der E 80. Der Ort wurde 1874 zur Gemeinde (Belediye) erhoben und war 2018 die drittgrößte Stadt der Provinz.
Der Landkreis Suşehri liegt im Norden der Provinz und grenzt an den Kreis Koyulhisar im Westen, den Kreis Zara im Südwesten, den Kreis Akıncılar im Südosten und den Kreis İmranlı im Süden. Im Nordosten bildet die Provinz Giresun die Grenze.
Der Kreis besteht neben der Kreisstadt aus 71 Dörfern (Köy) mit durchschnittlich 140 Bewohnern. Die Palette der Einwohnerzahlen reicht hierbei von 605 (Çataloluk) herunter bis auf 17 (Çamlidere), 30 Dörfer haben mehr Bewohner als der Durchschnitt (140). Der Bevölkerungsdichte liegt über dem Provinzwert, der städtische Bevölkerungsanteil beträgt 60,72 Prozent.

## Antike
Die kleinarmenische Hauptstadt Nicopolis in Armenia wird in der Nähe der heutigen Stadt Suşehri angenommen.

## Persönlichkeiten
- İsmail Hakkı Birler (1927–2009), Politiker